# Kuttawa
Kuttawa é uma cidade localizada no estado americano de Kentucky, no Condado de Lyon.

## Demografia
Segundo o censo americano de 2000, a sua população era de 596 habitantes.
Em 2006, foi estimada uma população de 641, um aumento de 45 (7.6%).

## Geografia
De acordo com o United States Census Bureau tem uma área de
6,8 km², dos quais 5,0 km² cobertos por terra e 1,8 km² cobertos por água.

## Localidades na vizinhança
O diagrama seguinte representa as localidades num raio de 24 km ao redor de Kuttawa.